# Poecilosomella tridens
Poecilosomella tridens är en tvåvingeart som beskrevs av Dong, Yang och Hayashi 2007. Poecilosomella tridens ingår i släktet Poecilosomella och familjen hoppflugor. Inga underarter finns listade i Catalogue of Life.